# Phoenix Ghost
Il Phoenix Ghost è una munizione circuitante, un tipo di arma noto anche come "drone suicida", in miniatura progettata e realizzata dall'azienda californiana Aevex Aerospace e pensata per essere utilizzata da diversi rami delle forze armate statunitensi.

## Sviluppo
Poco è noto della storia dello sviluppo di quest'area che è stata svelata al pubblico solo il 21 aprile 2022, quando il Dipartimento della Difesa degli Stati Uniti d'America ha annunciato che 121 di questi sistemi aerei senza pilota sarebbero stati forniti all'Ucraina come parte di un pacchetto di aiuti militari da 800 milioni di dollari resosi necessario in seguito all'invasione russa del paese iniziata il precedente 24 febbraio.
Come comunicato da John Kirby, portavoce del Pentagono, i Phoenix Ghost derivano direttamente dagli AeroVironment Switchblade, e in particolare dagli Switchblade 600. Come questi ultimi essi sono quindi in grado di attaccare e distruggere veicoli di media corazzatura ma, stando a quanto riferito dal generale David Deptula, membro del board di Aevex, hanno un'autonomia di più di 6 ore, rispetto ai 40 minuti dello Switchblade, possono decollare in verticale e possono essere utilizzati anche di notte, grazie a un visore a infrarossi. Nessun'altra caratteristica dei Phoenix Ghost è stata svelata ma sempre Kirby ha affermato che questi droni, benché siano stati sviluppati prima dell'invasione russa dell'Ucraina, corrispondono a ciò di cui le forze ucraine hanno bisogno per fronteggiare l'avanzata russa nel Donbass ripresa con vigore il 18 aprile 2022.

## Utilizzatori
Stati Uniti
- Forze armate degli Stati Uniti d'America

 Ucraina
- Forze armate dell'Ucraina